# Batalla de Ocosingo
La batalla de Ocosingo es el nombre con el que se conoce al enfrentamiento armado ocurrido entre el Ejército Mexicano y el Ejército Zapatista de Liberación Nacional el 2 de enero de 1994 en Ocosingo, Chiapas durante el levantamiento neozapatista. Fue el único enfrentamiento formal del conflicto, el EZLN se enfrentó a un combate que no había planeado, siendo el único ocurrido dentro de una ciudad lo que provocó que muchos civiles quedasen expuestos al fuego de los dos bandos.

## Toma de la ciudad

### Antecedentes
El gobierno estatal, ya tenía conocimiento de grupos armados en la Sierra de la Región de Los Altos, especialmente la zona de la ciudad de Ocosingo. Incluso los mismos habitantes escuchaban rumores de los hechos. Para tratar de calmar la situación, y sin pedir apoyo al Gobierno Federal, se decidió enviar algunos destacamentos de la Policía Estatal, a los cuales tampoco se les dijo las verdaderas razones del por qué fueron enviados, solo se les dijo era para apoyar a las policías municipales de la región hasta que los elementos militares y policiales, regresaran a funciones en su totalidad, después de año nuevo.

### Toma por los zapatistas
Se registraron apagones en partes de la ciudad, a partir de la 1 de la mañana. Los agentes de seguridad, trataron de comunicarse a sus compañeros en otras ciudades como San Cristóbal de Las Casas y El Chanal, y hasta a los soldados de la XXXI Zona Militar, pero no hubo respuesta. Aproximadamente, después de las 4 de la mañana, se daban avistamientos y rumores entre la población de grupos armados en la periferia de la ciudad, y a las 5 de la mañana, empezaron los enfrentamientos cuando grandes grupos de zapatistas asaltaron la ciudad. Los agentes de seguridad pública, entre policías municipales, estatales, federales y judiciales, incluso algunos civiles que se les unieron trataron de contener el avance zapatista por la ciudad. Las oficinas de la procuraduría general del estado, policía municipal y judicial federal, fueron tomados después de que a sus defensores se les acabaran las balas. Los zapatistas también tomaron la Radio XEOCH.
La última defensa se dio en el Palacio Municipal, los policías estaban refugiados en el edificio, y los zapatistas avanzaban en esa dirección. La toma del Palacio Municipal fue muy dura: murieron cuatro guardias de Seguridad Pública, y murió también José Luis Morales, comandante de la Policía Judicial en Ocosingo y un número desconocido de zapatistas caídos, en su mayoría heridos. El resto de los agentes entregó sus armas al salir el sol.
Una parte de la fuerza zapatista que había tomado Ocosingo había huido, el día 2 de enero por la mañana, sin embargo la mayor parte había permanecido en la zona poblada de la ciudad.

## Batalla
A las 15:30 llegó un contingente del Ejército Federal compuesto por unos 800 soldados de los batallones 17º, 53.º y 73.º de Villahermosa, Tabasco. El 17º y el 53.º rápidamente sitiaron la ciudad para que el 73.er batallón, comandado por el General Juan López Ortiz ocupara la posición. Los zapatistas, al verse sitiados, en su mayor parte se concentraron en el mercado de la ciudad mientras que otros permanecieron en las calles y algunos se posicionaron en las azoteas para fungir como francotiradores. La batalla se prolongó toda la noche del día 2 de enero y el día 3 de enero de 1994 cuando el general Ortiz decide tomar el mercado por asalto. A las 9 de la noche comienza un nuevo contraataque zapatista con el fin de poder escapar del cerco. Los rebeldes concentraron todo su fuego en un mismo punto para conseguir romperlo y lograr que el grueso de las fuerzas zapatistas escapara, desplazándose a una colina que los llevaría a la selva. Muchos zapatistas quedaron atrapados en la escena muriendo, otros heridos y algunos capturados. El día 4 de enero de 1994 el general Ortiz persigue a los insurgentes en su huida por la sierra.
Liberaron a 80 policías de seguridad pública que se habían rendido y que los zapatistas mantenían como rehenes después del enfrentamiento al tomar el edificio de la presidencia municipal.